# Vatîneț, Horohiv
Vatîneț (în ucraineană Ватинець) este un sat în comuna Vatîn din raionul Horohiv, regiunea Volînia, Ucraina.

## Demografie
Componența lingvistică a localității Vatîneț
     Ucraineană (98,88%)
     Rusă (1,12%)
Conform recensământului din 2001, majoritatea populației localității Vatîneț era vorbitoare de ucraineană (98,88%), existând în minoritate și vorbitori de rusă (1,12%).